# Régiment de Meuron
Pour les articles homonymes, voir Meuron.
Le régiment de Meuron est un régiment militaire suisse, fondé par Charles-Daniel de Meuron en 1781 et dissous en 1816.

## Histoire du régiment

### Au service de la Compagnie néerlandaise des Indes orientales
C'est le 28 mai 1781, sur la demande du roi de France Louis XVI, qu'un accord est signé entre le représentant de la Compagnie néerlandaise des Indes orientales et Charles-Daniel de Meuron pour la levée d'un régiment d'infanterie de 1 120 hommes, divisés en dix compagnies de 112 hommes dont Meuron, alors colonel des Gardes suisses, en est propriétaire et commandant.
Le recrutement de ce régiment se fait, avec l'accord des autorités, à Genève, Mulhouse, Neuchâtel et Saint-Gall jusqu'en mars 1782 où les troupes équipées, armées et instruites, sont rassemblées sur l'île d'Oléron pour être transportées, dès septembre jusqu'au cap de Bonne-Espérance où elles débarquent le 7 février 1783 après une dure traversée marquée par une épidémie de scorbut. Le régiment ne reste que quelques jours en Afrique du Sud avant de repartir pour l'île de Ceylan où il participe à la dernière des batailles de Gondelour.
Le 25 octobre 1787, Charles-Daniel de Meuron laisse le commandement du régiment à son frère Pierre-Frédéric et retourne en Europe pour régler des problèmes financiers, en particulier avec la Chambre de Zélande qui prend son temps pour le payer, malgré les recommandations prussiennes. Incapable de se faire rembourser les arriérés, il cherche alors à se rapprocher de la Grande-Bretagne, en guerre avec la France.

### Au service des Britanniques
En 1795, à la suite de l'invasion des Provinces-Unies et à la faillite de la Compagnie néerlandaise, de Meuron met son régiment, qui prend alors le nom de « His Majesties Regiment de Meuron » au service de la Grande-Bretagne. La quasi-totalité des 860 hommes du régiment acceptent le protocole de transfert qui inclut le payement des arriérés de solde ainsi que le versement d'une prime de 4 000 livres à son commandant qui est promu, tout comme son frère, au rang de général de l'armée anglaise. En 1798, le régiment entre officiellement au service de l'armée, sous la forme de deux bataillons de cinq compagnies d'infanterie chacun.

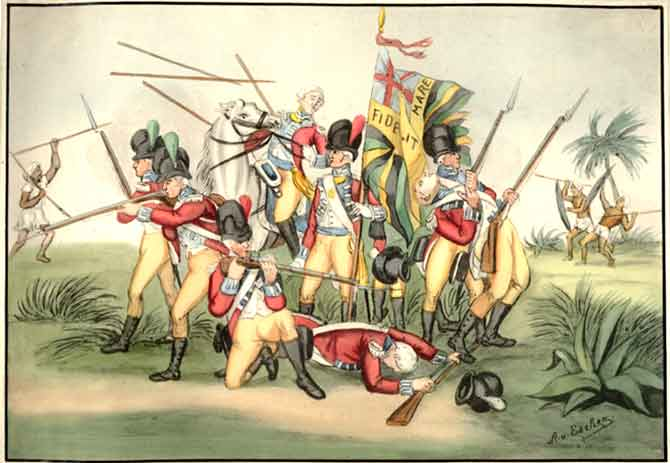
Le régiment de Meuron aux Indes.

Sous le commandement d'Arthur Wellesley, le régiment de Meuron est transféré en Inde et participe à la campagne du Mysore en 1799. Il reste stationné en Inde jusqu'en 1806, année de la mort de son fondateur qui était retourné à Neuchâtel quelques années plus tôt, avant de retourner en Angleterre via l'île de Malte où il est stationné pendant quelques mois. Le régiment est alors commandé par François-Henri de Meuron-Bayard, né en 1771 à Saint-Sulpice dans la Principauté de Neuchâtel en Suisse et qui avait obtenu le  11 juin 1807 le grade de major et le 4 juin 1813 celui de lieutenant-colonel par le prince Régent George IV. 
Composé alors de « 931 soldats, 51 caporaux, 53 sergents, 21 tambours et fifres, un sergent major, un sergent quartier-maître, un sergent paie-maître, un sergent d'armes, un tambour major, un sergent instructeur [et] 43 officiers », il part pour le Canada.

### Au service du Bas-Canada
Le régiment arrive à Halifax le 16 juillet 1813, puis remonte le fleuve Saint-Laurent en août. Après un arrêt à Québec, les troupes sont répartis dans la région de Montréal pour renforcer l’armée britannique qui défend ses possessions du Bas-Canada lors de la guerre de 1812. Pendant une année, le régiment est stationné à Montréal et Chambly et est chargé de la défense de la vallée du Richelieu entre le lac Champlain et l'embouchure avec le fleuve Saint-Laurent.
À l'été 1814, George Prevost, commandant en chef des armées britanniques, décide de passer à l’offensive et avance avec une armée de 11 000 dans la direction de Plattsburgh, dans l'État de New York. Le régiment de Meuron, toujours commandé par le lieutenant-colonel François-Henri de Meuron-Bayard, participe à la Bataille du lac Champlain du 6 septembre 1814. Après la défaite anglaise, le régiment couvre la retraite de l'armée.

### Licenciement, colons et miliciens
Le régiment est licencié le 11 mars 1816, après avoir passé 15 ans au service des Pays-Bas et 20 à celui de l'Angleterre. Le même jour, les soldats embarquent à destination de l'Angleterre, à l'exception, selon Émile-Henri Bovay, de 343 soldats et 10 officiers qui décident de rester au Canada. 
Selon de Bonnault, ce sont 504 hommes, 72 femmes et 30 enfants qui ont été laissés au Canada par le Régiment de Meuron. 
De ce nombre, selon Bovay, plus de 90 anciens combattants prendront part en tant que miliciens à une expédition de Lord Selkirk contre la Compagnie du Nord-Ouest et se rendront à la Rivière Rouge au Manitoba. Des contrats à cet effet sont signés chez le notaire Joseph Désautels de Montréal en 1816 et même en 1817.
Une rue des Meurons à Saint-Boniface, quartier de Winnipeg, au Manitoba, célèbre ces miliciens et colons de la rivière Rouge.
En remerciement des services rendus, ils recevront des terres qu'ils devront défricher et entretenir pendant trois ans avant de pouvoir les donner ou les revendre.
À ce jour, le régiment Meuron est le seul régiment suisse à avoir servi sur quatre continents.

## Le drapeau d’ordonnance

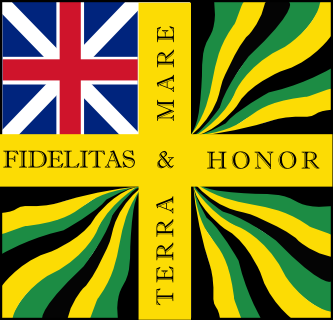
Le drapeau du régiment de Meuron

Le drapeau du régiment est « au couleur avec des flammes jaunes, vertes et noires dans les quatre quartiers séparé par une grande croix traversante jaune portant la devise du régiment : Fidelitas et Honor, Tera et Mare ». Pendant le passage d'une revue passée en mai 1814, il a été noté que le drapeau ne suivait pas les règles de l'armée anglaise selon lesquels il devrait avoir un fond bleu ciel en lieu et place de la croix suisse sur le fond des couleurs de la famille de Meuron (vert, noir et jaune).

## Personnages célèbres ayant servi au Régiment de Meuron
- David-Maurice-Joseph Mathieu de La Redorte (1768-1833), cadet dans le régiment suisse de Meuron le 1er avril 1783.
- Ludwig Yorck von Wartenburg (1759 - 1830),, capitaine au régiment devenant maréchal prussien.
- Louis Xavier de Lenzbourg (de Fribourg, suisse) lieutenant au régiment suisse de Meuron, servit en Indes.
- François Louis Piachaud (1763-1802), de Genève, major au Régiment de Meuron, mort à Srirangapatna (Inde)